# Amazonas (departman)
Amazonas je kolumbijski departman na jugu države. Glavni grad je Leticia. Ime departmana dolazi od rijeke Amazone.

## Općine
U departmanu Amazonas se nalazi 11 općina:
1. El Encanto
2. La Chorrera
3. La Pedrera
4. La Victoria
5. Leticia
6. Mirití-Paraná
7. Puerto Alegría
8. Puerto Arica
9. Puerto Nariño
10. Puerto Santander
11. Tarapacá

## Vanjske poveznice
- Službene stranice